# Evelio Rosero
Evelio Rosero (ur. 20 marca 1958 w Bogocie) – kolumbijski pisarz i dziennikarz.
Studiował dziennikarstwo na Universidad Externado de Colombia. Jako pisarz debiutował opowiadaniami, niektóre z nich były nagradzane w Kolumbii, ale i za granicą. Wyjechał do Europy, mieszkał w Barcelonie, a później w Paryżu. Pierwszą powieść - Mateo solo - opublikował w 1984. Jego książki zostały przetłumaczone na kilkanaście języków europejskich, w tym na polski. Akcja powieści Między frontami rozgrywa się współcześnie w małym miasteczku, znajdującym się w centrum wojny domowej prowadzonej przez lewicową partyzantkę, oddziały paramilitarne i siły rządowe.
Obecnie mieszka w Bogocie.

## Powieści
- Mateo solo (1984)
- Juliana los mira (1986)
- El incendiado (1988)
- Papá es santo y sabio (1989)
- Señor que no conoce luna (1992)
- Cuchilla (2000)
- Plutón (2000)
- Los almuerzos (2001)
- Juega el amor (2002)
- El hombre que quería escribir una carta (2002)
- En el lejero (2003)
- Los escapados (2006)
- Między frontami (Los ejércitos 2006)